# 耿詢
耿询（6世纪—618年），隋朝官员，字敦信，丹阳人。

## 生平
耿询滑稽能言善辩，伎巧过人。陈后主之时，以客卿跟随东衡州刺史王勇到岭南。王勇死后，耿询没有回来，遂和越人相结，很得其欢心。后来郡俚反叛，推耿询为主。柱国王世积讨伐将他擒获，按罪当诛。他自称有巧妙的想法，王世积放了他，作为家奴。很久以后，见到他的故人高智宝精通天文供职太史，耿询跟随他学习天文算术。耿询创意造浑天仪，不借助人力，以水力运转，放在暗室中，让高智宝在外观察天象，数据吻合。王世积知道后上奏，隋文帝安排耿询为官奴，供职太史局。后赐给蜀王杨秀，跟着去益州，杨秀很信任他。杨秀被废，又是应该诛杀，何稠对隋文帝说：“耿询的想法好像有神帮助，臣为朝廷怜惜他。”隋文帝于是原谅其罪。耿询作马上刻漏，世人都称其妙。隋炀帝即位，进上欹器，炀帝认为很好，把他赦为良民。一年后，担任右尚方署监事。大业七年（611年），隋炀帝东征高句丽，耿询上书：“辽东不可征讨，出师必无功。”炀帝勃然大怒，命令左右将耿询斩首，何稠竭力相救，耿询才得以免死。后来平壤之败，炀帝以耿询言中，任命耿询守太史丞。宇文化及弑逆之后，耿询跟随他到黎阳，对妻子说：“近观人事，远察天文，宇文必败，李氏当王，我知到应该去的地方了所归。”耿询想要离开，被宇文化及所杀。他著有《鸟情占》一卷，在当时行于世。

## 延伸阅读
[在维基数据编辑]
 《北史·卷089》，出自李延壽《北史》